# Frank Reinshagen
Frank Reinshagen (* 12. August 1961 im Saarland) ist ein deutscher  Komponist, Bandleader und Baritonsaxophonist des Modern Jazz.

## Leben und Wirken
Reinshagen, der aus einer musikalischen Familie stammt und mit Siegfried Jerusalem verwandt ist, begann mit zehn Jahren, Querflöte zu spielen. Später 
wechselte er zum Baritonsaxophon und entdeckte seine Liebe zum Jazz. Nach dem Gymnasium nahm er an der Musikhochschule Köln ein Studium im Fach Saxophon auf. Nach einem Unfall mit langwierigen Zahnproblemen wechselte er mit 27 Jahren zum Studium der Jazzkomposition bei Jiggs Whigham, Bob Brookmeyer und Jerry van Rooyen. Bald begann er für die WDR Big Band Köln, die NDR Bigband und die hr-Bigband und deren Gastsolisten wie Tom Harrell, Adam Nussbaum oder Randy Brecker zu schreiben. Er unterrichtet seit Ende der 1990er Jahre an der Kölner Musikhochschule Jazzkomposition.
2004 wurde ihm für seine Kompositionen der WDR-Jazzpreis verliehen. Von 2007 an gehörte er neben Marko Lackner und Dietmar Mensinger zu den Leitern des JugendJazzOrchester NRW.

## Diskographische Hinweise
- Frank Reinshagen Big Band Bitter Wine
- Tetraphonics The Invitation: Saxophonquartette des 20. Jahrhunderts (enthält auch Werke von Phil Glass, Zdeněk Lukáš und Barbara Thompson)